# 昂特尼
昂特尼（法語：Antheny，法語發音：[ɑ̃tni]）是法国大東部大區阿登省的一个市镇，属于沙勒维尔-梅济耶尔区。

## 地理
昂特尼（49°50'55"N, 4°18'46"E）面积10.14 平方千米，位于法国大東部大區阿登省，该省份为法国北部内陆省份，西接埃纳省，南至马恩省，东临默兹省，北与比利时接壤。
与昂特尼接壤的市镇（或旧市镇、城区）包括：欧日、欧维莱尔-莱福日、博叙莱吕米尼、尚普兰、讷维尔莱博略、吕米尼、塔尔济。

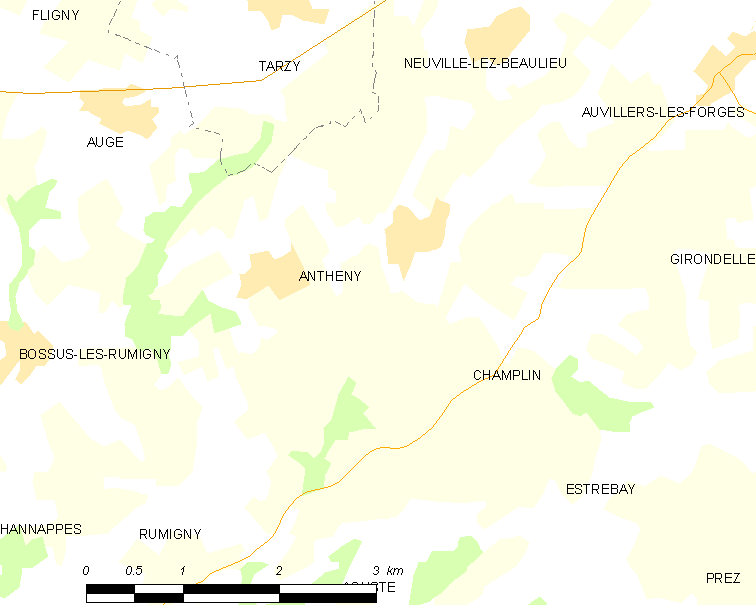
昂特尼的OSM定位图

昂特尼的时区为UTC+01:00、UTC+02:00（夏令时）。

## 行政
昂特尼的邮政编码为08260，INSEE市镇编码为08015。

## 政治
昂特尼所属的省级选区为锡尼拉拜县。

## 人口

1962-2008年间昂特尼人口变化图示

昂特尼于2022年1月1日时的人口数量为100人。